# Turbo (албум)
Turbo је осми студијски албум хеви метал бенда Џудас прист.